# Какомистл
Какомистл или какомицл (лат. Bassariscus sumichrasti) је сисар из реда звери (Carnivora). Назив врсте потиче из наватла, где реч tlahcomiztli значи полу-мачка, или полу-пума. Сем овог назива врсте, у домаћој литератури користи се и назив прстенорепа мачка, којим се чешће означава когенерична Bassariscus astutus.

## Распрострањење
Ареал врсте покрива неколико средњoамеричких држава; какомистл је присутан у Мексику, Панами, Никарагви, Костарици, Гватемали, Хондурасу, Салвадору и Белизеу.

## Станиште
Станиште врсте су шуме. 

## Начин живота
Исхрана врсте Bassariscus sumichrasti укључује воће и инсекте.

## Угроженост
Какомистл је наведен као последња брига, јер има широко распрострањење и честа је врста. У ранијим проценама ИУЦН Црвене листе, какомистл је сматран рањивом (1994. године), па скоро угроженом врстом (1996).